# Карибски тюлен монах
Карибският тюлен монах (Monachus tropicalis) е изчезнал вид бозайник от семейство Същински тюлени (Phocidae). Последният индивид е за последно видян през 1952 г. През 2008 година Съединените Щати официално обявяват вида за изчезнал, след търсене за живи индивди от този вид. Близък вид е Хавайският тюлен монах, обитаващ Хавайските острови, в момента е застрашен вид като Средиземноморския и Черноморския тюлен монах.
Бил е дълъг около 2 метра и половина и 40 сантиемтра, и тежък от 170 до 270 килограма. Мъжките тюлени са били по големи от женските.

## Разпространение
Видът е бил разпространен в топлите умерени, субтропични и тропически води на Карибско море, Мексиканския залив и западната част на Атлантическия океан.
Обитавал е и островните групи на Бахамските острови, големите и малките Антили.

## Държание и екология
Обикновено са се придвижвали на групи от окло 20 до 40 тюлени. Понякога са били забелязвани и по големи групи достигащи до 100 индивида. Предимно са се изхранвали с риба и мекотели. Подобно на другите същински тюлени са бавни на суша, придвжвайки се подобно на охлювите и плужеците.
Въпреки това че не са познавали хората са били любопитни, приятелски настроени към хората и спокойни, заразлика от другите бозайници. Това ги е направило лесна плячка за ловците.

## Контакт с човека
За първи път вида е бил документиран от Христофор Колумб. През 1494 кораб пристига на остров Еспаньола и там ловец убива 8 тюлени.
Второто записано взаимодействие с карибските тюлени монаси е откритието на група острови близо до САЩ от Хуан Понсе де Леон. На 21 юни 1513 г., когато Понсе де Леон открива островите, той нарежда на група за търсене на храна да отиде на брега, където мъжете убиват четиринадесет от тюлените. През колониалния период има още няколко записа за откриване и лов на тюлени в Гваделупа, Алакранските острови, Бахамите, Педро Кейс и Куба. Още през 1688 г. собствениците на захарни плантации изпращат ловни групи да убиват стотици тюлени всяка нощ, за да получат масло за смазване на машините на плантациите. Разказ от 1707 г. описва рибари, които избиват стотици тюлени за петрол за захранване на лампите си. До 1850 г. толкова много тюлени са били убити, че вече нямало достатъчно индивиди, за да бъдат ловувани с търговска цел.
В края на 19-ти и началото на 20-ти век научни експедиции в Карибите се натъкват на карибския тюлен монах. През декември 1886 г. първата регистрирана научна експедиция за изследване на тюлени, водена от Х. А. Уорд и професор Ф. Ферари Перес като част от Мексиканското географско и изследователско проучване, се впусна в малка колекция от рифове и малък кей, известен като Триъгълниците (20.95 ° N 92,23 ° W) в търсене на тюлени монаси. Въпреки че изследователската експедиция е била в района само четири дни, четиридесет и два екземпляра са били убити и отнесени; двамата водачи на експедицията са изпратени в музеи в западния свят. [13] Два екземпляра от срещата оцеляват и са закарани в Британския природонаучен музей и зоологическия музей в Кеймбридж. Експедицията също залавя новородено тюленче, което умира в плен седмица по-късно.
Първият карибски тюлен монах, живял в плен за продължителен период от време, е женски тюлен, който живял в аквариума в Ню Йорк. Тюленът е заловен през 1897 г. и умира през 1903 г., живеейки в плен общо пет години и половина. През 1909 г. Нюйоркският аквариум придобива четири карибски тюлена монах, три от които са едногодишни (между една и две години), а другият е бил зрял мъжки.

## Изчезване
През първата половина на 20 век наблюденията на карибски тюлен монах стават много по-редки. През 1908 г. малка група тюлени е видяна на някога оживените острови Тортугас. Рибарите залавят шест тюлена през 1915 г., които са изпратени в Пенсакола, Флорида и в крайна сметка освободени. Тюлен е убит близо до Кий Уест, Флорида през март 1922 г. През 1926 г. и 1932 г. имало наблюдения на карибски тюлени монаси на брега на Тексас. Последният тюлен, за който е записано, че е бил убит от хора, е бил убит през 1939 г. Още два тюлена са видени на Drunken Mans Cay, южно от Кингстън, Ямайка, през ноември 1949 г. През 1952 г. е потвърдено, че карибският тюлен монах е видян за последен път в Serranilla Bank, Колумбия. Окончателното изчезване на карибския тюлен монах е предизвикано от два основни фактора. Най-видимият фактор, допринесъл за гибелта на карибските тюлени монаси, е непрекъснатият лов и убиване на тюлените през 18-ти и 19-ти век, за да се получи маслото, съдържащо се в маста им. Ненаситното търсене на тюленови продукти в Карибите насърчи ловците да избият стотици карибски тюлени монаси. Покорният характер на карибските тюлени монаси и липсата на инстинкт за летене в присъствието на хора ги правят много лесни за убиване. Вторият фактор е прекомерният улов на рифовете, който поддържаше популацията на карибския тюлен монах. Без риба или мекотели, с които да се хранят, тюлените, които не са били убити от ловци на нефт, умират от глад. Изненадващо малко мерки за опазване бяха предприети в опит да се спаси карибският тюлен монах; по времето, когато е бил поставен в списъка на застрашените видове през 1967 г., вероятно вече е бил изчезнал.
Непотвърдени наблюдения на карибски тюлен монах от местни рибари и водолази са сравнително често срещани в Хаити и Ямайка, но две скорошни научни експедиции не успяха да открият никакви признаци на вида. Възможно е бозайникът все още да съществува, но някои биолози твърдо вярват, че наблюденията са на скитащи качулати тюлени, които са били положително идентифицирани на карибските архипелази като Пуерто Рико и Вирджинските острови.